# 李根山
李根山（1963年4月1日—），汉族，男，初中文化。李根山曾因犯下强奸罪，被判处有期徒刑三年六个月。出狱后，李根山加入中国生物多样性保护及绿色发展基金会，成为环保志愿者，曾举报腾格里沙漠排污案。2020年9月，宁夏中卫沙坡头警方将李根山刑事拘留。警方通报称，李根山等人以保护野生动物为名，实施寻衅滋事、敲诈勒索、抢劫等犯罪行为。

## 生平
李根山学历为初中。2012年入狱前的户籍所在地为宁夏回族自治区中卫市沙坡头区农牧厂平房。2003年至2011年（一说为2000年至2011年），他曾在宁夏美利纸业集团有限公司负责安保、巡视。2007年，中卫市社会治安综合治理委员会授予他“社会治安见义勇为先进分子”称号。
2012年10月15日，中卫市沙坡头区人民法院一审以强奸罪判处李根山有期徒刑三年六个月，刑期自2011年10月24日开始。李根山不服判决，提起上诉。2012年12月10日，中卫市中级人民法院驳回上诉，维持原判。之后，李根山又向宁夏回族自治区高级人民法院提起申诉，认为受害人陈述、证人证词、DNA鉴定书不实，应判无罪。2015年12月9月，宁夏高院驳回了申诉。服刑期间，吴忠监狱建议减去李根山有期徒刑四个月二十天，获得吴忠市中级人民法院批准。
出狱后，李根山成为中国生物多样性保护及绿色发展基金会（简称绿發會）志愿者。绿發會的网站称，基金会在中卫市设立了“中华黄羊保护地·中卫”，由李根山担任主任，此外他还是中卫市野生动植物保护协会副会长。2019年10月至11月，李根山因参与举报腾格里沙漠排污案引发关注。涉事企业是他曾经供职的宁夏美利纸业集团有限公司。污染案曝光后，中华人民共和国生态环境部挂牌督办。同年11月，他与其他志愿者一同举报了持枪盗猎案，获得1500元人民币奖励。2019年12月，他又举报了宁夏三元中泰冶金有限公司罐车偷排废水问题。据2019年年底的报道，李根山想要成立一个动物保护协会，但一直找不到专业的专职人员，因而无法完成注册手续；他在家门外挂出了“中卫市沙坡头区野生动物保护协会”牌匾，沙坡头区民政局要他撤掉牌子，认为所谓协会没有登记注册，是非法组织。
2020年9月10日，宁夏回族自治区中卫市公安局沙坡头区分局通报破获李根山、张保其、牛海波等人犯罪案。通报称“李根山、张保其等刑满释放人员打着野生动物保护协会成员的幌子，相互勾结，采取殴打、威胁、辱骂、恐吓等手段，先后实施了寻衅滋事、敲诈勒索、抢劫等违法犯罪行为”，公安局向社会公开征集犯罪线索。11日，沙坡头区分局通报，又有6名涉案嫌疑人被抓。9月29日，李根山等八人因涉嫌非法猎捕、杀害珍贵野生动物罪，敲诈勒索罪，寻衅滋事罪被中卫市沙坡头区人民检察院批准逮捕。
李根山的妻子称，丈夫被拘前正在举报当地风力发电项目未经审批开工建设的问题。媒体说，李根山的举报文章认为中卫市的风力发电项目可能会破坏国家二级保护动物黄羊的栖息地。栖息地所在的麦垛山有两个风力发电项目，分别属于宁夏中卫宁清风力发电有限公司和宁夏中卫麦垛山新能源有限公司，前者通过了环评，后者已经开工建设，但网上没有找到公开的环评和批复信息，李根山等人认为后者有未批先建嫌疑。此外，李根山的文章认为前者的环评报告过于简单，没有分析对黄羊的影响。麦垛山新能源公司称，施工合规合法。李根山的妻子说，9月初，有人来给李根山送钱，说是支持他们的环境保护事业，李根山当场收了钱，回家后她劝丈夫不该收钱，他随后把钱退了回去。媒体报道称，有施工单位人员透露，送钱、退钱一事属实。李根山的妻子说，六位警察在9日凌晨来到李家，将李根山带走，当时警察没有透露原因，她怀疑与李根山曾经收下那笔钱有关。
李根山被拘留一事在网络上引起争议，有网友怀疑他因为举报环保问题而遭到了报复。中卫警方回应称，此案与举报环保无关，警方是在依法办案。
2021年8月31日，宁夏中卫市沙坡头区人民法院以危害珍贵、濒危野生动物罪和寻衅滋事罪，判处李根山有期徒刑四年六个月，并处罚金一万元。